# Stazione di Motta Sant'Anastasia
La stazione di Motta Sant'Anastasia è una stazione ferroviaria posta al km 223+039 della linea ferroviaria Palermo-Catania.

## Storia

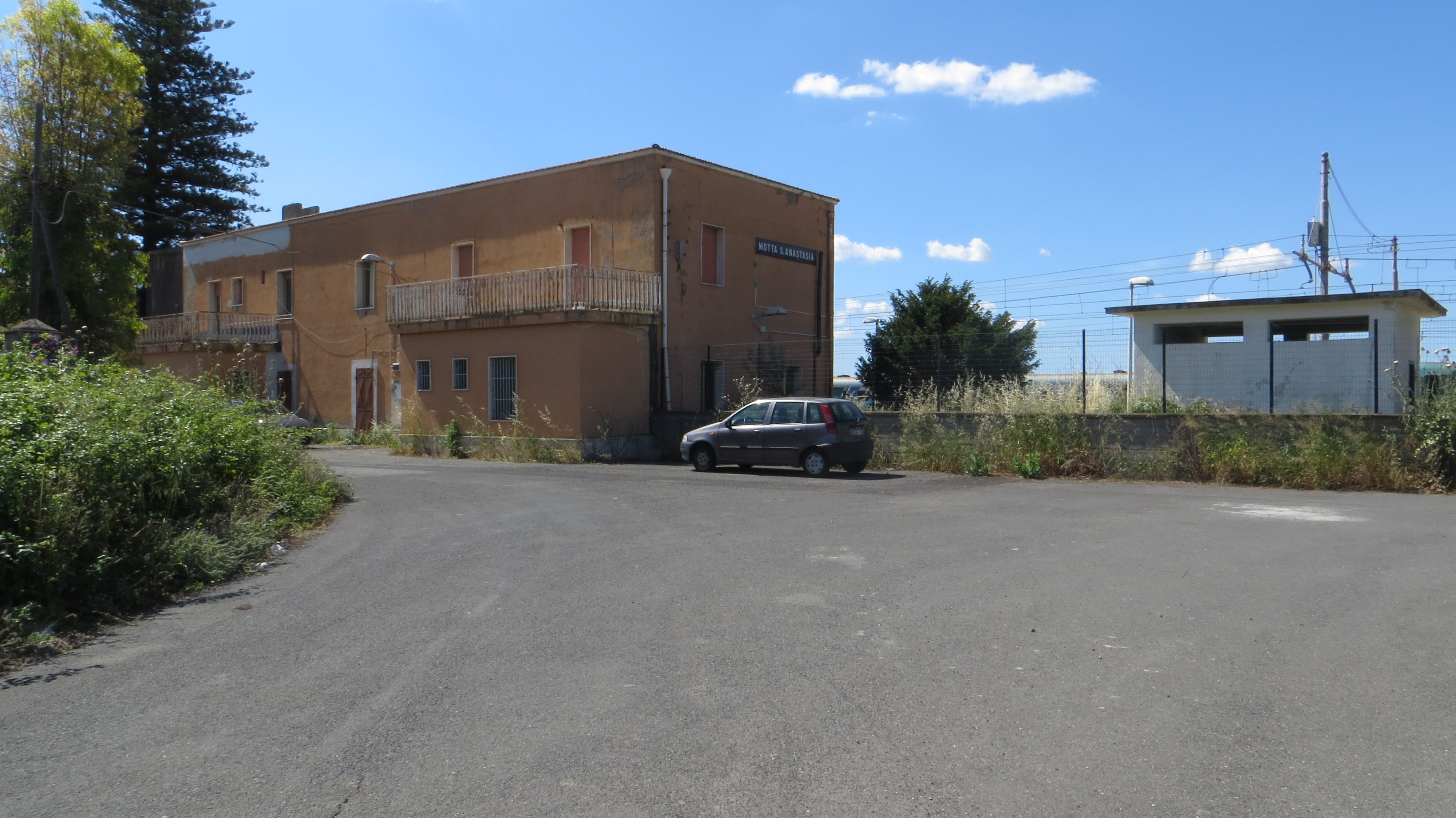
La stazione di Motta Sant'Anastasia, vista dal lato stradale

La stazione venne costruita nell'ambito del progetto di costruzione di ferrovie messo in atto prima dalla Società Vittorio Emanuele proseguito con la Società per le Strade Ferrate della Sicilia, detta anche Rete Sicula. Fa infatti parte della strada ferrata che connette Palermo, Agrigento e le stazioni interne della Sicilia con Catania e Messina e soprattutto con il porto di Catania allora indispensabile per le zone zolfifere dell'area centro-orientale dell'Isola. La stazione venne costruita nella Piana di Catania in prossimità dell'intersezione con la strada statale 192 in comune di Motta Sant'Anastasia, ma molto distante dal centro abitato e venne inaugurata nel 1870 in concomitanza con l'apertura all'esercizio della tratta.
La stazione ha avuto in passato un ruolo importante perché scalo di carico degli agrumi del comprensorio e dei prodotti agricoli della Piana di Catania.
Divenuta stazione di diramazione a seguito dell'apertura della linea per Regalbuto nel 1934, fu di fermata per tutte le categorie di treni fino a tempi recenti soprattutto per ragioni di circolazione treni; era infatti la sede del Dirigente Unico che regolava la circolazione dei treni sulla linea e sede di dirigente di movimento. Era inoltre la località dove venivano composti e messi in ordine di partenza i treni merci di agrumi e di scomposizione e preparazione dei treni di carri merci vuoti.
La contrazione del traffico ferroviario e la chiusura della linea per Regalbuto ha ridotto l'importanza della stazione. Dall'11 dicembre 2005 ha assunto la funzione di posto di movimento , ma il 17 settembre dell'anno successivo venne riclassificata come stazione.

## Strutture e impianti

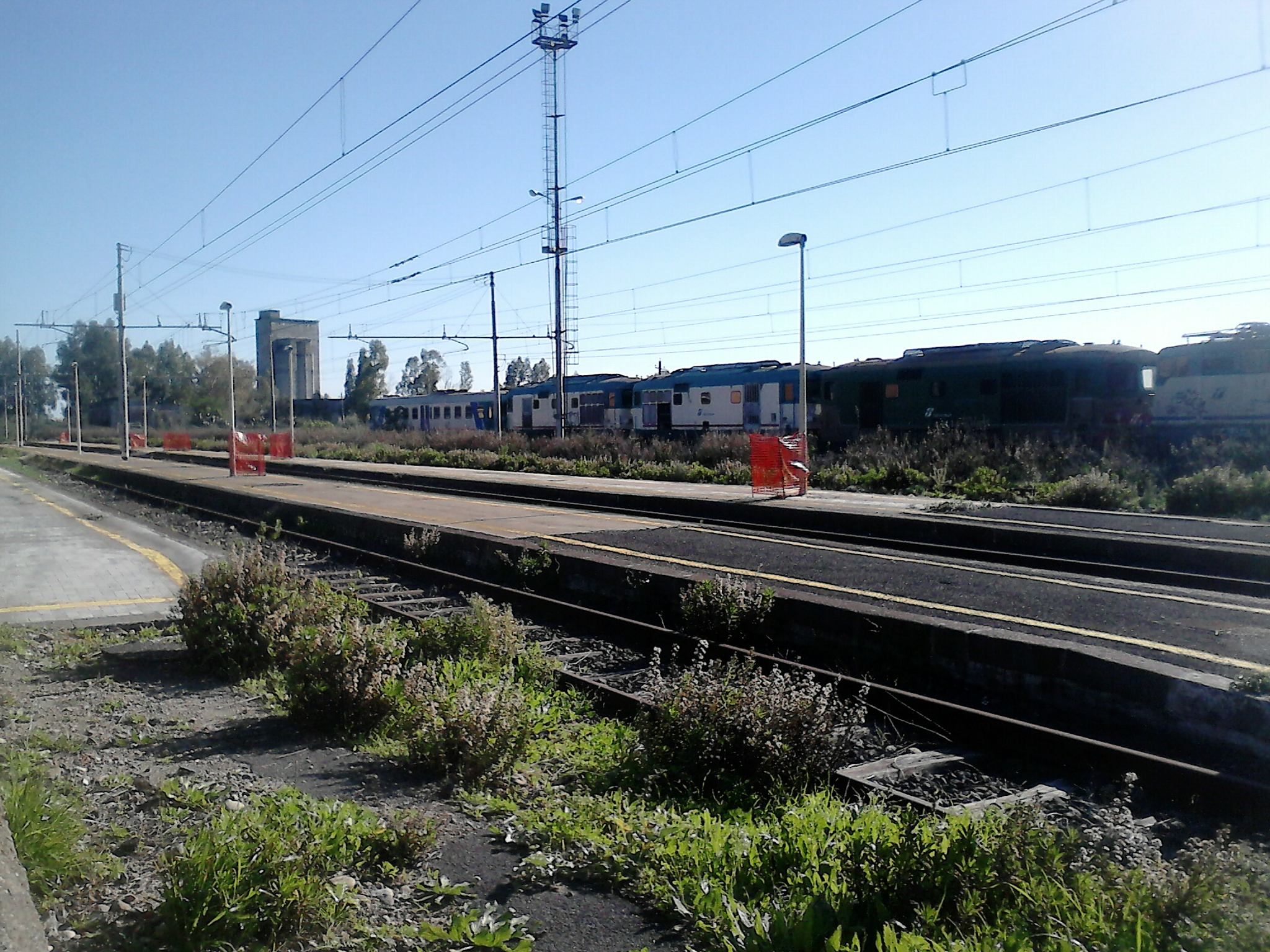
Alcuni dei rotabili accantonati presso la stazione di Motta Sant'Anastasia, visti dal binario 1

L'edificio di stazione non grande e di classica forma è posto a nord della linea ferrata; si compone di un corpo centrale con edificio servizi laterale e giardinetto adiacente. Il fascio binari comprende un primo binario di arrivo e partenza per la linea ferroviaria (dismessa ed esercita quale raccordo) di Regalbuto e due binari, uno di corretto tracciato e uno di incrocio e di precedenza per servizio viaggiatori e vari binari passanti merci. Vari binari tronchi, per servizio merci, si trovano sul lato ovest della stazione ove è posto anche il magazzino merci e il piano caricatore, mentre a sud est si trovano alcuni binari di servizio, un grosso serbatoio di acqua dalla forma particolare, la sagoma limite e un ponte a bilico da 40 t.

## Movimento
La stazione non ha mai avuto un elevato traffico di viaggiatori in quanto sita in località di campagna. L'orario ferroviario del 18 novembre 1938 riportava la fermata di 4 coppie di treni locali e di una coppia di treni diretti (Catania-Palermo). L'offerta di servizio nel 1975 riportava la fermata di 8 treni provenienti da Catania (tra cui un espresso e tre diretti) e 5 provenienti da Palermo o Agrigento. L'orario di servizio 1981-1983 prevedeva la fermata di 11 treni viaggiatori provenienti da Catania e di 8 provenienti da Palermo o Agrigento.
Vi avevano fermata tutti i servizi viaggiatori da e per Regalbuto; tale traffico è cessato in seguito alla chiusura della linea. La trasformazione in posto di movimento ha comportato la totale soppressione del servizio viaggiatori.
Consistente era invece il traffico merci, soprattutto di derrate e ortofrutticoli agrumari (nella stagione annuale novembre-maggio) di ogni anno. Il traffico merci si è progressivamente ridotto dall'inizio degli anni ottanta fino a scomparire del tutto in seguito alla chiusura della linea di Carcaci (il cui trasporto merci si era trasferito su strada); l'offerta oraria del 1995 prevedeva solo un treno merci rapido da Messina e due tradotte in arrivo da Catania e una sola tradotta per Acireale in senso inverso (con effettuazione periodica).